# Michel Slitinsky
 (octobre 2022).
La mise en forme du texte ne suit pas les recommandations de Wikipédia : il faut le « wikifier ».
Les points d'amélioration suivants sont les cas les plus fréquents. Le détail des points à revoir est peut-être précisé sur la page de discussion.
- Les titres sont pré-formatés par le logiciel. Ils ne sont ni en capitales, ni en gras.
- Le texte ne doit pas être écrit en capitales (les noms de famille non plus), ni en gras, ni en italique, ni en « petit »…
- Le gras n'est utilisé que pour surligner le titre de l'article dans l'introduction, une seule fois.
- L'italique est rarement utilisé : mots en langue étrangère, titres d'œuvres, noms de bateaux, etc.
- Les citations ne sont pas en italique mais en corps de texte normal. Elles sont entourées par des guillemets français : « et ».
- Les listes à puces sont à éviter, des paragraphes rédigés étant largement préférés. Les tableaux sont à réserver à la présentation de données structurées (résultats, etc.).
- Les appels de note de bas de page (petits chiffres en exposant, introduits par l'outil «  Source ») sont à placer entre la fin de phrase et le point final[comme ça].
- Les liens internes (vers d'autres articles de Wikipédia) sont à choisir avec parcimonie. Créez des liens vers des articles approfondissant le sujet. Les termes génériques sans rapport avec le sujet sont à éviter, ainsi que les répétitions de liens vers un même terme.
- Les liens externes sont à placer uniquement dans une section « Liens externes », à la fin de l'article. Ces liens sont à choisir avec parcimonie suivant les règles définies. Si un lien sert de source à l'article, son insertion dans le texte est à faire par les notes de bas de page.
- La présentation des références doit suivre les conventions bibliographiques. Il est recommandé d'utiliser les modèles {{Ouvrage}}, {{Chapitre}}, {{Article}}, {{Lien web}} et/ou {{Bibliographie}}. Le mode d'édition visuel peut mettre en forme automatiquement les références.
- Insérer une infobox (cadre d'informations à droite) n'est pas obligatoire pour parachever la mise en page.

Pour une aide détaillée, merci de consulter Aide:Wikification.
Si vous pensez que ces points ont été résolus, vous pouvez retirer ce bandeau et améliorer la mise en forme d'un autre article.
Michel Slitinsky, né le 5 février 1925 à Bordeaux, mort le 8 décembre 2012 dans la même ville, est un écrivain, historien et résistant français.

## Biographie

### Une famille d'émigrés ukrainiens
Michel Slitinsky, né le 5 février 1925 à Bordeaux est issu d'une famille juive d'Ielisavetgrad, petite ville actuellement située en Ukraine entre Kiev et Odessa du côté de son père et de Tcherniguov du côté de sa mère. Toutes ces villes faisaient alors partie de l'Empire russe avant d'appartenir à l'URSS ; au cours des XVIIIe et XIXe siècles, une grande migration venue de Pologne avait fait d'Odessa la ville la plus juive des grandes villes de l'Empire russe.
Son père Abraham Slitinsky et toute la communauté juive vivent dans la crainte de l'inquisition tsariste. C'est en effet le temps des pogroms qui se développent en Ukraine, avec l'intervention des Cosaques. En 1912, la famille quitte le pays pour gagner la France, « terre des libertés » et s'installer à Paris, mais seuls les enfants s'exilent, les parents et grands-parents préférant rester au pays. Une partie des émigrants rejoint l'Argentine.
Un des cousins de Michel Slitinsky, Marcos Satanowsky, professeur de droit commercial, avocat et doyen de la faculté de droit de Buenos Aires, est victime d'un crime d'État, assassiné par des membres de la SIDE (es) dont le général Juan Constantino Quaranta, le 13 juin 1957, sous la présidence de Pedro Eugenio Aramburu. Ce crime officiel devient la célèbre affaire Satanowsky (es), enrichie des enquêtes du journaliste Rodolfo Walsh.
Sara Satanowsky et Paulina Satanowsky, cousines de Michel Slitinsky, furent respectivement directrice de la Faculté de Médecine de Buenos Aires, pionnière du développement de la chirurgie orthopédique traumatologique en pédiatrie, et la première femme ophtalmologiste d'Amérique Latine. 
On trouve aussi un avocat ou un chanteur d'opéra. Cette branche familiale possède des propriétés en Terre de Feu qui deviennent une antenne de l'Institut ibérique du professeur Salomon.

### Paris
Le père de Michel Slitinsky, Abraham, veuf, vient à Paris avec son premier fils, Israël Slitinsky. Il rencontre, dans l'importante colonie juive résidant dans le secteur Vincennes-Montreuil, sa future femme Esther Hotenstein, originaire de Tcherniguov, couturière aux Galeries Lafayette. Abraham est mécanicien et travaille dans une usine d'armement. Il est en 1916, pendant la Première Guerre mondiale, un des rares contribuables volontaires à verser de l'or pour la Défense Nationale.

### Bordeaux
Peu après la fin de la Première Guerre mondiale, Abraham et sa deuxième femme Esther s'installent à Bordeaux au 3 rue de la Chartreuse, et ouvrent un magasin de vêtements usagés, bonneterie et brocante au 72 cours de l'Yser.
Naissent à six ans d'intervalle Alice (1919) et Michel (1925).
Avec ses amis, Abraham vient en aide aux immigrés de l'Est avec la Société de fraternité israélite, dont les statuts sont déposés en 1920. Il est promu président et s'entoure de nombreuses personnalités dont les nommés Stolpner, Sandler, Pryvis, Cypel, Gaykine et Alitenssi. 
Le premier fils d'Abraham, Israël, né le 1er septembre 1908 à Zusmenka, représentant de commerce resté à Paris, où il habite au 153, rue du Temple, est raflé et déporté par le premier convoi de France vers Auschwitz le 27 mars 1942, en compagnie de 1 112 personnes. Il est  assassiné deux mois plus tard. 
Une tante, Brokka Eterstein, née Brokka Titensky, le 24 mai 1889 à Tchernygoff, et habitant au 170, àvenue de Paris à Vincennes (Val-de-Marne) est déportée par le convoi no 12, le 29 juillet 1942 avec 1 000 personnes, et gazée à Auschwitz.                   
Abraham Slitinsky est raflé par les services de police de la préfecture de Gironde, interné au Camp de Mérignac et déporté par le convoi no 42 du 26 octobre 1942 en direction du Camp de Drancy et gazé à Auschwitz. Esther, son épouse, reste cachée pendant trois ans dans une cave à Bordeaux. 
Alice Slitinsky, sa sœur, est aussi raflée, contrairement aux lois de Vichy qui protège les juifs français. Elle est libérée tardivement après une réunion contradictoire entre l'officier allemand Doberschutz et Maurice Papon.
Michel Slitinsky, qui a 17 ans, a juste le temps de s'enfuir par les toits lors de l'arrestation nocturne de sa famille.

### Résistance
Michel Slitinsky mène une vie clandestine à Bordeaux quand un ami, Gérard Jacopy, lui parle de son oncle instituteur et résistant en Charente. Il décide de s'y rendre et est accueilli à la gare de Montendre par Gilbert Denis qui le munit de faux papiers d'identité au nom de Jean Jean et le place chez des agriculteurs à Coux. Puis, revenu à Bordeaux, par l'intermédiaire d'un autre ami, Claude Brunet, il rejoint un maquis d'Auvergne dans la région de Sauxillanges, le groupe « Revanche » affilié à l'Armée Secrète et aux MUR. Il est chargé de l'intendance pour 700 maquisards, à la recherche permanente de nourriture, de vêtements et de médicaments. Il combat au Mont-Mouchet puis, en qualité de Caporal-Chef, il est affecté au 152e RI et poursuit l'occupant jusqu'en Forêt-Noire. Il est blessé dans une poche de combat en Alsace.
En 1945, âgé de 20 ans, Michel revient à Bordeaux. Sa mère est restée plus de deux ans cachée dans une cave avec sa fille, Alice, internée au Fort du Hâ et au camp de Mérignac puis libérée in extremis sur ordre de la Sicherpolizei. Née en France comme Michel, elle ne devait pas être arrêtée. Il apprend que son père a été déporté, gazé et brûlé. Son frère aîné, raflé à Paris, est parti dans le premier convoi à destination d'Auchswitz, sa tante aussi et la plupart de ses camarades d'enfance et leur famille.
Dès la Libération, il n'a de cesse de reconstituer l'histoire de la Résistance en Gironde, collectant témoignages et documents consignés dans deux ouvrages parus en 1969 et 1972.
Sa recherche active et passionnée en fait un historien autodidacte.

### Affaire Papon
En 1945, Alice Slitinsky reconnait dans une rue de Bordeaux les policiers qui les ont arrêtés, elle et son frère. 
Alice et Michel Slitinsky portent plainte contre l'inspecteur de la PJ Pierre Puntous, le commissaire divisionnaire Bonhomme et le commissaire de police Techoueyres qui avaient planifié ces arrestations. La procédure se termine en 1947 au tribunal militaire par un non-lieu.
Michel Slitinsky, qui a accumulé des documents dès la Libération afin de reconstituer l'histoire de la Résistance en Gironde, dont les témoignages édités dans ses deux ouvrages de 1969 et 1972, dans lesquels il publie une liste de déportés juifs, travaille alors avec l'historien Lucien Steinberg qui avait publié Les Autorités allemandes en France occupée en 1966 et interviewé le nazi Knochen et le chef de la police de Vichy, René Bousquet, en 1972 (Historia).
Il rencontre et correspond régulièrement avec Charles Tillon, Georges Guingoin, Maurice Rajfus ou Gabriel Delaunay. Ce dernier, grand résistant, haut fonctionnaire, était Président du Comité Départemental de la Libération à Bordeaux et, déjà en 1944, s'était opposé en vain à la promotion de Papon. Préfet de la Gironde en 1966, Delaunay accorde une dérogation à la loi des cinquante ans à Michel Slitinsky afin de pouvoir consulter les archives départementales. Moins de dix minutes de consultation d'une liasse de documents et Michel Slitinsky est interrompu précipitamment sur ordre de Paris, qui venait de différer l'autorisation. C'est une chasse gardée encore inaccessible, malgré un courrier au Préfet et une rencontre avec la direction nationale des archives.

En 1981, Michel Bergès, qui effectue des recherches dans les archives de la préfecture de Gironde, retrouve le procès-verbal de police qui relate l'arrestation de Michel Slitinsky, auquel il communique des photocopies du PV. Celui-ci, en date du 21 octobre 1942, ne mentionne pas encore la signature de Papon, mais l'Intendant Régional de police qui alerte le préfet des Landes, les sous-préfets de Bayonne, Blaye et Langon, la gendarmerie de Bordeaux, le Commissaire divisionnaire, le commissariat central de Bordeaux et ceux de Libourne, Arcachon et Lesparre, pour signaler : 

« [l']évasion du juif SLITINSKI, Michel, manœuvre, demeurant 3, rue de la Chartreuse à Bordeaux, de nationalité française et de race juive, s'est enfui de son domicile en passant par les toits, au moment où, au cours d'une opération de police, il allait être appréhendé. Son signalement est le suivant : Taille, Corpulence, Cheveux, Teint, Yeux…Vêtu d'un veston noir, pantalon gris à rayures, béret, sandales. En cas de découverte, garder à vue et signaler à l'intendance de police. »

À la suite de ce premier document, Michel Slitinsky trouve d'autres documents portant le nom de Maurice Papon qui était, entre 1942 et 1944, secrétaire général de la préfecture de Gironde et qui en 1981, est alors ministre du Budget. La communication par Michel Slitinsky de certaines de ces copies au Canard enchaîné est à l'origine de l'« affaire Papon ». 
Pendant dix ans, Michel Slitinsky collabore avec Michel Bergès et les avocats Michel Touzet et Gérard Boulanger pour établir la responsabilité de Papon dans la déportation des Juifs de Gironde. 
Le 18 janvier 1983, lors d'un reportage sur Antenne 2, il présente et commente des documents accablant Papon. 
En avril 1983, il publie aux Éditions Alain Moreau L'Affaire Papon, résultat de ses recherches et découvertes, préfacé par Gilles Perrault. Aussitôt, Papon lance une procédure en référé à l'encontre de Moreau, Perrault et Slitinsky pour faire interdire ce livre. Par ordonnance du 6 mai 1983, le président du tribunal de grande instance de Paris, Pierre Drai, rejette la demande de Maurice Papon. Le livre ne sera ni saisi ni retiré des librairies, mais la prochaine édition ne devra pas contenir la préface. C'est en effet la préface de Gilles Perrault qui est interdite et non le livre, car il utilise les termes de « franc salaud » pour parler de Papon et de son rôle dans le recensement, l'arrestation et la déportation des juifs de Gironde, l'ordonnance estimant que cette préface constituait « une agression excessive et donc illicite à l'égard de Maurice Papon » et devait disparaître lors des prochains tirages « sauf [selon les termes de l'ordonnance] décision relevant d'un arbitrage judiciaire » (Le Monde des 8 et 9 mai 1983). Cette ordonnance sera confirmée dans son intégralité le 22 juin 1983 par la cour d'appel de Paris sous la présidence de Jean Vassogne (Le Monde du 24 juin 1983). Lors du référé, il avait été déjà tiré 7 000 exemplaires du livre. Aucun des documents reproduits dans ce livre n'est contesté et Alain Moreau réédite une seconde édition de l'ouvrage avec, en introduction, le compte rendu de la procédure. Plus de 30 000 exemplaires sont vendus.
En 1987, Michel Slitinsky publie un nouveau livre, Le pouvoir Préfectoral Lavaliste à Bordeaux, dans lequel il présente une cinquantaine de documents inédits prouvant la responsabilité de Papon dans les déportations.   
En 1990, Michel Slitinsky est en désaccord avec Michel Bergès qui lui annonce qu'il se battra désormais pour Papon et témoignera en sa faveur lors de la procédure. Michel Slitinsky a consacré quatre livres sur ce sujet : L'Affaire Papon en 1983, Le pouvoir préfectoral Lavaliste à Bordeaux en 1987, Procès Papon, le devoir de mémoire en 1997 et Indiscrétions des archives de l'occupation en 1998.   
En 1997 et 1998, lors du procès de Papon, Michel Slitinsky est porte-parole des parties civiles et assiste à toutes les audiences du procès qui dure six mois. Sa déposition a lieu les 21 et 22 janvier 1998,,. Interrogé par Francis Vuillemin, l'un des avocats de Maurice Papon, il le met en cause pour un montage (une superposition de 2 documents) dans un de ses livres. Il s'en défend en évoquant des négligences dont sont responsables les journalistes ou ses éditeurs et le Président de la Cour d'assises répond : « Ces deux pièces figurent au dossier en originaux... »  et l'Avocat Général déclare : « Nous avons vu les documents originaux, ils sont conformes à l'interprétation de Slitinsky ». Le président de la Cour d'assises Jean-Louis Castagnède conclut : « Bien, allez vous asseoir, Monsieur, s'il vous plait ! »,
En 2000, un collectif de 26 étudiants, soutenu par les parents, professeurs et documentalistes du collège Aliénor d'Aquitaine à Bordeaux, publie une biographie intitulée Michel Slitinsky : L'Affaire de tout un siècle.   
Pendant plus de 50 ans, il multiplie les articles de presse, les interviews, les émissions radio et télévisées. Il intervient régulièrement dans les écoles primaires, collèges, lycées, universités et comités d'entreprise. Sollicité en permanence pour ses compétences de témoin, de résistant, d'historien de la Collaboration et de la Résistance en Gironde, il participe à des centaines de conférences, débats et signatures d'ouvrages organisées par des municipalités, des associations, des librairies.   
Il édite et publie la revue trimestrielle Résistance-Réalités diffusée à 600 exemplaires.   

### Mort
Michel Slitinsky meurt le 8 décembre 2012 à Bordeaux à l’âge de 87 ans et est inhumé au cimetière juif du Cours de l’Yser,,.

## Distinction
La médaille de la Région Nouvelle-Aquitaine lui est remise, à titre posthume, par Alain Rousset, lors d'un hommage qui lui est rendu par le Conseil Régional, dans le cadre du colloque sur le procès Papon le 24 mai 2018.

## Hommage
Trois rues dans la Gironde portent son nom, à Bègles, à Talence et à Bordeaux.

## Publications

### Ouvrages
- 3 filles, 20 garçons, la Résistance en Gironde, Éditions Les cahiers de la Résistance, 1968, témoignages sur la Résistance en Gironde ; deuxième édition La Résistance en Gironde, Éditions Les cahiers de la Résistance, 1970
- L'affaire Papon, Éditions Alain Moreau, 1983. Préface de Gilles Perrault, préface interdite qui donne lieu à une seconde édition de L'affaire Papon en 1984 avec en nouvelle préface le rendu de justice qui a donné lieu à l'interdiction de la préface de Perrault qui traitait Papon de « franc salaud ».
- Pouvoir préfectoral lavaliste à Bordeaux, préface de Serge Klarsfeld, Éditions Wallâda, 1987  (ISBN 2904201130)
- Procès Papon, le devoir de mémoire, Éditions de l'Aube, 1997  (ISBN 2876783843)
- Bordeaux, indiscrétions des archives de l'occupation, Éditions Les Chemins de la Mémoire, 1998  (ISBN 2909826872)
- La nuit des évasions, 150 juifs, résistants, politiques fichés et pris en chasse par la police de Vichy, Le Bord de l'eau, 2007  (ISBN 9782915651812)

### Préfaces
- Maurice Papon de la Collaboration aux Assises .Philippe Cohen Grillet, Éditions Le Bord de l'eau, 1997
- De la Colo au Maquis, une adolescence périgourdine Jacques Lavigne, Éditions Pilote 24, 2009

### Ouvrages collectifs
- La mémoire contre la nuit, Éditions du Passant, 1997
- Les juifs dans le regard de l'autre, Vent Terral, Presses universitaires du Mirail, Toulouse, 1998
- Michel Slitinsky, l'affaire de tout un siècle, Le Bord de l'eau, 2000  (ISBN 2911803248) préface de Roger Boussinot. Les auteur-e-s sont les 26 collégiens : Wilfried Aloy, Julie Beaufrère, Marine Charenton, Mathieu Coudert, Marietta Dromain, Miren Foussats, Audrey Gousse, Marie-Émilie Guatterie, Malika Hamidi, Anne Karaouni, Mélanie Labat, Audrey Laporte, Loïc Legat, Yoann Legros, Magali Matos, Isabelle Mavoungou-Novais, Benjamin Pessette, Coralie Petersen, Anita Quiles, Estelle Robin, Bénédicte Roselle, Medhi Saidi-Martinez, Akim Tahar, Margot Turcat, Pauline Vernet, Léon Wascowiski et les enseignants Gérard Clabé et Jean-Christophe Montané du collège Aliénor-d'Aquitaine à Bordeaux.

### Articles
- Articles dans la Revue de l'Institut aquitain d'études sociales, ainsi que dans plusieurs quotidiens et magazines

### Éditeur
- Il édite de nombreuses revues spécialisées dont Résistance-Réalités, périodique à pagination variable et diffusé par abonnement à 600 exemplaires, comptera plus de 70 numéros.